# Jaroslav III. ze Šternberka
Jaroslav III. ze Šternberka (německy Jaroslav III. von Sternberg, okolo 1440? – 1492) byl šlechtic z českého rodu Šternberků. Vykonával vysoké úřady fojta Horní a Dolní Lužice.

## Život
Narodil se jako nejstarší syn Zdeňka Konopišťského ze Šternberka, jednoho z nejmocnějších představitelů české katolické šlechty. Otec byl hlavním představitelem opozice proti králi Jiřímu z Poděbrad, sdružené do tzv. Zelenohorské jednoty. 
V roce 1467 je zaznamenán ve službách papežského legáta Rudolfa z Rüdesheimu jako vykonavatel a místodržitel Hornolužického šestiměstí. Proti příznivcům krále Jiřího z Poděbrad postupoval tvrdě: roku 1468 po dlouhém obléhání dobyl město Hoyerswerda a zdejší hrad nechal zničit. Téhož roku vedl vojenskou výpravu do Čech, která byla 3. června rozehrnána v tzv. bitvě u Turnova. V roce 1469, po dosazení uherského krále Matyáše Korvína do funkce českého vzdorokrále, byl Jaroslav oficiálně jmenován do úřadu hornolužického a dolnolužického fojta.
Protože si šlechta v Horní Lužici stále více stěžovala na Jaroslavovo sebedůležité chování, král Matyáš ho pravděpodobně začátkem roku 1471 nechal sesadit. Jaroslav pak nadále pak zůstal fojtem v Dolní Lužici až do začátku roku 1477. Poté ještě několik let žil v Hoyerswerdě a následně odešel do Čech, kde roku 1492 zemřel.

## Majetek
Jaroslav zdědil některé statky svého otce a získal další
- Hoyerswerda, 1471–1485
- Horažďovice, dobyl spolu s bratry
- Domažlice, do r. 1478 poloviční dědictví
- Třešť, dědictví
- Konopiště, od r. 1479
- Zelená Hora, od 1479, dědic
- Zbiroh, od r. 1479 dědic
- Kroměříž, od roku 1479
- Dušníky, od roku 1490

## Rodina
Jaroslav III. ze Šternberka byl od roku 1478 ženatý s Eliškou z Gery († asi 1505), společně pak počali potomstvo:
- Zdeněk starší († 1501)
- Ladislav ze Šternberka, nejvyšší komorník a nejvyšší kancléř Království českého, krajský hejtman v Bechyni, oženil se roku 1520 s Annou z Hradce (* asi 1497, † po 5. říjnu 1570); zemřel na mor 18. listopadu 1521.
- Jan II. ze Šternberka, purkrabí karlštejnský, poprvé se oženil roku 1492 s Jitkou z Gutštejna a podruhé roku 1518 s Johankou Švihovskou z Rýzmberka († 1529); zemřel 9. září 1528 a byl pohřben v klášteře v Bechyni.
- Jiří († 1529)
- Jindřich († před 1497)
- Albrecht († kolem 1530), fojt Horní Lužice a hejtman Plzně
- Kateřina
- Anna